# Mount Wilson (Nevada)
Mount Wilson es un lugar designado por el censo ubicado en el condado de Lincoln en el estado estadounidense de Nevada. En el año 2010 tenía una población de 33 habitantes.

## Geografía
Mount Wilson se encuentra ubicado en las coordenadas 38°14′6″N 114°27′1″O / 38.23500, -114.45028.